# Pădurea Pătrăuți
Pădurea Pătrăuți este o arie protejată (sit de importanță comunitară — SCI) din România, desemnată în scopul protejării biodiversității și menținerii într-o stare de conservare favorabilă a florei spontane și faunei sălbatice, precum și a habitatelor naturale de interes comunitar aflate în arealul zonei de protecție. Aceasta este întinsă pe o suprafață de 8.772,3 ha, integral pe uscat.

## Localizare
Situl se întinde pe teritoriile administrative ale comunelor Adâncata, Calafindești, Dărmănești, Șerbăuți, Mitocu Dragomirnei, Pătrăuți, Zamostea și Zvoriștea din județul Suceava. Centrul sitului Pădurea Pătrăuți este situat la coordonatele 47°47′29″N 26°11′48″E / 47.791442°N 26.196747°E.

## Înființare
Pădurea Pătrăuți (ROSCI0075) a fost declarată sit de importanță comunitară în decembrie 2007 pentru a proteja 6 specii de animale. Situl include rezervațiile naturale Făgetul Dragomirna și Pădurea Crujana.

## Biodiversitate
Situată în ecoregiunea continentală, aria protejată conține 3 habitate naturale: Păduri de stejar și de carpen dacice, Păduri de fag Asperulo-Fagetum, Păduri aluvionare cu Alnus glutinosa și Fraxinus excelsior (Alno-Padion, Alnion incanae, Salicion albae).
La baza desemnării sitului se află mai multe specii protejate:
- amfibieni (3): buhai de baltă cu burta roșie (Bombina bombina), izvoraș-cu-burta-galbenă (Bombina variegata), triton cu creastă (Triturus cristatus)
- mamifere (1): liliac comun (Myotis myotis)
- nevertebrate (2): Carabus variolosus, Rosalia alpina

Pe lângă speciile protejate, pe teritoriul sitului au mai fost identificate 3 specii de plante, 6 specii de mamifere.